# Caudavalh
Caudavalh (en francès Caudeval) és un municipi francès situat al departament de l'Aude i a la regió d'Occitània.